# Ilja Miziernych
Ilja Miziernych (ros. Илья Мизерных; ur. 7 lutego 2007 w Ałmaty) – kazachski skoczek narciarski, reprezentant klubu SC Ałmaty. Złoty medalista Zimowych Igrzysk Olimpijskich Młodzieży 2024.

## Przebieg kariery
W lipcu 2018 zdobywał medale na letnich nieoficjalnych mistrzostwach świata dzieci w Ruhpolding. W sierpniu 2022 po raz pierwszy wystartował w FIS Cupie, plasując się na 70 i 81. pozycji zawodów w Szczyrku. 23 lutego 2023 w tej samej miejscowości zdobył pierwszy w karierze punkt cyklu. Na przełomie lutego i marca 2023 wziął udział w zimowych igrzyskach azjatyckich dzieci w Mieżdurieczensku, gdzie zwyciężył w rywalizacji indywidualnej, a w zmaganiach drużyn mieszanych, wspólnie z Sofią Szyszkiną, zdobył srebrny medal. 
We wrześniu 2023 zadebiutował w Letnim Pucharze Kontynentalnym, zajmując 51. i 52. miejsce w Stams. Pierwsze punkty tego cyklu zdobył w październiku 2023, plasując się dwukrotnie na 28. pozycji słabo obsadzonych (wystąpiło w nich odpowiednio 31 i 30 skoczków) konkursów w Lake Placid. 3 grudnia 2023 zadebiutował w kwalifikacjach do zawodów Pucharu Świata w Lillehammer, nie uzyskując awansu do konkursu głównego. W dalszej części sezonu 2023/2024 wielokrotnie bez powodzenia startował w kwalifikacjach do zawodów tego cyklu. W styczniu wystartował na Zimowych Igrzyskach Olimpijskich Młodzieży 2024 w Pjongczangu, na których zdobył złoty medal w rywalizacji indywidualnej oraz zajął 13. miejsce w konkursie drużyn mieszanych. W lutym na Mistrzostwach Świata Juniorów 2024 zajął 14. miejsce indywidualnie, 9. w drużynie męskiej oraz ostatnią, 15. lokatę w rywalizacji drużyn mieszanych. Następnie zajął najwyższą w sezonie, 10. pozycję w jednym z konkursów Pucharu Kontynentalnego w Iron Mountain.
13 sierpnia 2024 zadebiutował w Letnim Grand Prix, zajmując 37. miejsce w Courchevel. 15 września 2024 w Wiśle zdobył pierwsze punkty tego cyklu dzięki zajęciu 18. pozycji. 1 grudnia 2024 w debiucie w konkursie głównym Pucharu Świata zdobył punkty, zajmując 25. lokatę w jednoseryjnych zawodach w Ruce. W dalszej części sezonu jeszcze dziesięciokrotnie wystąpił w zawodach głównych cyklu, a najwyżej sklasyfikowany był na 35. miejscu. Na Mistrzostwach Świata Juniorów 2025 zajął 11. pozycję indywidualnie i w drużynie męskiej oraz 10. w zespole mieszanym. Wystąpił też na seniorskich Mistrzostwach Świata w Narciarstwie Klasycznym 2025. Konkurs indywidualny na skoczni normalnej ukończył na 47. miejscu, na dużej odpadł w kwalifikacjach, w drużynie mieszanej był 15., a w zespole męskim zajął 10. lokatę.

## Mistrzostwa świata

### Indywidualnie
| 2025 Trondheim | – | 47. miejsce (K-94), nie zakwalifikował się (K-124) |

### Drużynowo
| 2025 Trondheim | – | 15. miejsce (drużyna mieszana/K-124), 10. miejsce (K-124) |

### Starty I. Miziernycha na mistrzostwach świata – szczegółowo
| Miejsce | Dzień   | Rok  | Miejscowość | Skocznia | Punkt K | HS     | Konkurs      | Skok 1  | Skok 2  | Nota                 | Strata                  | Zwycięzca               |
| ------- | ------- | ---- | ----------- | -------- | ------- | ------ | ------------ | ------- | ------- | -------------------- | ----------------------- | ----------------------- |
| 47.     | 2 marca | 2025 | Trondheim   | Granåsen | K-94    | HS-102 | indywid.     | 86,5 m  | –       | 85,6 pkt             | 179,9 pkt               | Marius Lindvik          |
| 15.     | 5 marca | 2025 | Trondheim   | Granåsen | K-124   | HS-138 | druż. miesz. | 102,5 m | –       | 138,7 pkt (63,8 pkt) | 881,7 pkt               | Norwegia                |
| 10.     | 6 marca | 2025 | Trondheim   | Granåsen | K-124   | HS-138 | druż.        | 102,0 m | –       | 271,6 pkt (75,1 pkt) | 809,2 pkt               | Słowenia                |
| NQ      | 8 marca | 2025 | Trondheim   | Granåsen | K-124   | HS-138 | indywid.     | 106,0 m | 106,0 m | 76,6 pkt             | Nie zakwalifikował się. | Nie zakwalifikował się. |

## Mistrzostwa świata juniorów

### Indywidualnie
| 2024 Planica     | – | 14. miejsce |
| 2025 Lake Placid | – | 11. miejsce |

### Drużynowo
| 2024 Planica     | – | 9. miejsce, 15. miejsce (drużyna mieszana)  |
| 2025 Lake Placid | – | 11. miejsce, 10. miejsce (drużyna mieszana) |

### Starty I. Miziernycha na mistrzostwach świata juniorów – szczegółowo
| Miejsce | Dzień     | Rok  | Miejscowość | Skocznia            | Punkt K | HS     | Konkurs      | Skok 1 | Skok 2 | Nota                  | Strata    | Zwycięzca        |
| ------- | --------- | ---- | ----------- | ------------------- | ------- | ------ | ------------ | ------ | ------ | --------------------- | --------- | ---------------- |
| 14.     | 8 lutego  | 2024 | Planica     | Srednja skakalnica  | K-95    | HS-102 | indywid.     | 91,0 m | 96,0 m | 236,6 pkt             | 30,1 pkt  | Stephan Embacher |
| 9.      | 10 lutego | 2024 | Planica     | Srednja skakalnica  | K-95    | HS-102 | druż.        | 96,0 m | –      | 390,9 pkt (109,4 pkt) | 543,4 pkt | Austria          |
| 15.     | 11 lutego | 2024 | Planica     | Srednja skakalnica  | K-95    | HS-102 | druż. miesz. | 89,5 m | –      | 277,5 pkt (112,7 pkt) | 652,7 pkt | Austria          |
| 11.     | 12 lutego | 2025 | Lake Placid | MacKenzie Intervale | K-90    | HS-100 | indywid.     | 87,0 m | 89,0 m | 217,8 pkt             | 40,3 pkt  | Stephan Embacher |
| 11.     | 14 lutego | 2025 | Lake Placid | MacKenzie Intervale | K-90    | HS-100 | druż.        | 87,0 m | –      | 309,3 pkt (96,3 pkt)  | 623,2 pkt | Austria          |
| 10.     | 15 lutego | 2025 | Lake Placid | MacKenzie Intervale | K-90    | HS-100 | druż. miesz. | 88,0 m | –      | 311,4 pkt (101,4 pkt) | 608,4 pkt | Słowenia         |

## Igrzyska olimpijskie młodzieży

### Indywidualnie
| 2024 Gangwon/Pjongczang | – | złoty medal |

### Drużynowo
| 2024 Gangwon/Pjongczang | – | 13. miejsce (drużyna mieszana) |

### Starty I. Miziernycha na igrzyskach olimpijskich młodzieży – szczegółowo
| Miejsce | Dzień       | Rok  | Miejscowość | Skocznia              | Punkt K | HS     | Konkurs      | Skok 1  | Skok 2  | Nota                  | Strata    | Zwycięzca |
| ------- | ----------- | ---- | ----------- | --------------------- | ------- | ------ | ------------ | ------- | ------- | --------------------- | --------- | --------- |
| 1.      | 20 stycznia | 2024 | Pjongczang  | Alpensia Jumping Park | K-98    | HS-109 | indywid.     | 103,5 m | 102,0 m | 214,0 pkt             | –         | –         |
| 13.     | 21 stycznia | 2024 | Pjongczang  | Alpensia Jumping Park | K-98    | HS-109 | druż. miesz. | 101,0 m | 99,5 m  | 491,3 pkt (216,1 pkt) | 402,4 pkt | Słowenia  |

## Puchar Świata

### Miejsca w klasyfikacji generalnej
| Sezon     | Miejsce |
| --------- | ------- |
| 2024/2025 | 60.     |

### Miejsca w poszczególnych konkursach indywidualnychPucharu Świata
stan po zakończeniu sezonu 2024/2025
| Źródło | Źródło            | Źródło           | Źródło            | Źródło            | Źródło            | Źródło                 | Źródło                 | Źródło           | Źródło                       | Źródło           | Źródło                       | Źródło          | Źródło              | Źródło          | Źródło           | Źródło            | Źródło            | Źródło          | Źródło            | Źródło            | Źródło           | Źródło        | Źródło      | Źródło          | Źródło          | Źródło          | Źródło          | Źródło          | Źródło          | Źródło        | Źródło        | Źródło | Źródło | Źródło | Źródło | Źródło | Źródło | Źródło | Źródło | Źródło | Źródło | Źródło | Źródło | Źródło | Źródło | Źródło | Źródło | Źródło | Źródło |
| --- | ----------------- | ---------------- | ----------------- | ----------------- | ----------------- | ---------------------- | ---------------------- | ---------------- | ---------------------------- | ---------------- | ---------------------------- | --------------- | ------------------- | --------------- | ---------------- | ----------------- | ----------------- | --------------- | ----------------- | ----------------- | ---------------- | ------------- | ----------- | --------------- | --------------- | --------------- | --------------- | --------------- | --------------- | ------------- | ------------- | ------ | ------ | ------ | ------ | ------ | ------ | ------ | ------ | ------ | ------ | ------ | ------ | ------ | ------ | ------ | ------ | ------ | ------ |
| Sezon 2023/2024 |                   |                  |                   |                   |                   |                        |                        |                  |                              |                  |                              |                 |                     |                 |                  |                   |                   |                 |                   |                   |                  |               |             |                 |                 |                 |                 |                 |                 |               |               |        |        |        |        |        |        |        |        |        |        |        |        |        |        |        |        |        |        |
| Ruka HS142 | Ruka HS142        | Lillehammer HS98 | Lillehammer HS140 | Klingenthal HS140 | Klingenthal HS140 | Engelberg HS140        | Engelberg HS140        | Oberstdorf HS137 | Garmisch-Partenkirchen HS142 | Innsbruck HS128  | Bischofshofen HS142          | Wisła HS134     | Zakopane HS140      | Willingen HS147 | Willingen HS147  | Lake Placid HS128 | Lake Placid HS128 | Sapporo HS137   | Sapporo HS137     | Oberstdorf HS235  | Oberstdorf HS235 | Lahti HS130   | Lahti HS130 | Oslo HS134      | Oslo HS134      | Trondheim HS105 | Trondheim HS138 | Vikersund HS240 | Vikersund HS240 | Planica HS240 | Planica HS240 | punkty |        |        |        |        |        |        |        |        |        |        |        |        |        |        |        |        |        |
| - | -                 | -                | q                 | q                 | q                 | q                      | q                      | q                | q                            | q                | q                            | -               | -                   | -               | -                | -                 | -                 | -               | -                 | -                 | -                | q             | q           | -               | -               | -               | -               | -               | -               | q             | -             | 0      |        |        |        |        |        |        |        |        |        |        |        |        |        |        |        |        |        |
| Sezon 2024/2025 |                   |                  |                   |                   |                   |                        |                        |                  |                              |                  |                              |                 |                     |                 |                  |                   |                   |                 |                   |                   |                  |               |             |                 |                 |                 |                 |                 |                 |               |               |        |        |        |        |        |        |        |        |        |        |        |        |        |        |        |        |        |        |
| Lillehammer HS140 | Lillehammer HS140 | Ruka HS142       | Ruka HS142        | Wisła HS134       | Wisła HS134       | Titisee-Neustadt HS142 | Titisee-Neustadt HS142 | Engelberg HS140  | Engelberg HS140              | Oberstdorf HS137 | Garmisch-Partenkirchen HS142 | Innsbruck HS128 | Bischofshofen HS142 | Zakopane HS140  | Oberstdorf HS235 | Oberstdorf HS235  | Willingen HS147   | Willingen HS147 | Lake Placid HS128 | Lake Placid HS128 | Sapporo HS137    | Sapporo HS137 | Oslo HS134  | Vikersund HS240 | Vikersund HS240 | Lahti HS130     | Planica HS240   | Planica HS240   | punkty          | punkty        | punkty        | punkty | punkty | punkty | punkty | punkty | punkty | punkty | punkty | punkty | punkty | punkty | punkty | punkty | punkty | punkty | punkty |        |        |
| q | q                 | q                | 25                | 49                | dq                | 35                     | 45                     | 48               | q                            | 42               | q                            | 46              | q                   | 43              | -                | -                 | -                 | -               | q                 | q                 | -                | -             | 47          | q               | 49              | q               | q               | -               | 6               | 6             | 6             | 6      | 6      | 6      | 6      | 6      | 6      | 6      | 6      | 6      | 6      | 6      | 6      | 6      | 6      | 6      | 6      |        |        |
| Legenda |                   |                  |                   |                   |                   |                        |                        |                  |                              |                  |                              |                 |                     |                 |                  |                   |                   |                 |                   |                   |                  |               |             |                 |                 |                 |                 |                 |                 |               |               |        |        |        |        |        |        |        |        |        |        |        |        |        |        |        |        |        |        |
| 1 2 3 4-10 11-30 poniżej 30 dq – dyskwalifikacja q – dyskwalifikacja w kwalifikacjach q – zawodnik nie zakwalifikował się - – zawodnik nie wystartował |                   |                  |                   |                   |                   |                        |                        |                  |                              |                  |                              |                 |                     |                 |                  |                   |                   |                 |                   |                   |                  |               |             |                 |                 |                 |                 |                 |                 |               |               |        |        |        |        |        |        |        |        |        |        |        |        |        |        |        |        |        |        |

### Miejsca w poszczególnych konkursach drużynowychPucharu Świata
stan po zakończeniu sezonu 2024/2025
| Źródło                                                                          | Źródło          | Źródło          | Źródło                    | Źródło                         | Źródło         | Źródło                    | Źródło                    | Źródło              | Źródło        |
| ------------------------------------------------------------------------------- | --------------- | --------------- | ------------------------- | ------------------------------ | -------------- | ------------------------- | ------------------------- | ------------------- | ------------- |
| Sezon 2023/2024                                                                 | Sezon 2023/2024 | Sezon 2023/2024 | Sezon 2023/2024           | Wisła HS134 (duety)            | Zakopane HS140 | Lake Placid HS128 (duety) | Oberstdorf HS235 (duety)  | Lahti HS130         | Planica HS240 |
| Sezon 2023/2024                                                                 | Sezon 2023/2024 | Sezon 2023/2024 | Sezon 2023/2024           | -                              | -              | -                         | -                         | 10                  | 9             |
| Sezon 2024/2025                                                                 | Sezon 2024/2025 | Sezon 2024/2025 | Lillehammer HS140 (mikst) | Titisee-Neustadt HS142 (duety) | Zakopane HS140 | Willingen HS147 (mikst)   | Lake Placid HS128 (mikst) | Lahti HS130 (duety) | Planica HS240 |
| Sezon 2024/2025                                                                 | Sezon 2024/2025 | Sezon 2024/2025 | -                         | 11                             | 9              | -                         | -                         | 14                  | 10            |
| Legenda                                                                         |                 |                 |                           |                                |                |                           |                           |                     |               |
| 1 2 3 4-8 poniżej 8 (Duety: 1 2 3 4-12 poniżej 12) - – zawodnik nie wystartował |                 |                 |                           |                                |                |                           |                           |                     |               |

### Turniej Czterech Skoczni

#### Miejsca w klasyfikacji generalnej
| Sezon     | Miejsce |
| --------- | ------- |
| 2024/2025 | 53.     |

### Raw Air

#### Miejsca w klasyfikacji generalnej
| Sezon | Miejsce |
| ----- | ------- |
| 2025  | 49.     |

### Planica 7

#### Miejsca w klasyfikacji generalnej
| Sezon | Miejsce |
| ----- | ------- |
| 2024  | 50.     |
| 2025  | 54.     |

## Letnie Grand Prix

### Miejsca w klasyfikacji generalnej
| Sezon | Miejsce |
| ----- | ------- |
| 2024  | 58.     |

### Miejsca w poszczególnych konkursach indywidualnychLGP
stan po zakończeniu LGP 2024
| 2024 |                  |             |             |             |             |                 |                 |                   |        |        |        |        |        |        |        |        |        |
| Courchevel HS132 | Courchevel HS132 | Wisła HS134 | Wisła HS134 | Râșnov HS97 | Râșnov HS97 | Hinzenbach HS90 | Hinzenbach HS90 | Klingenthal HS140 | punkty | punkty | punkty | punkty | punkty | punkty | punkty | punkty | punkty |
| 37 | dq               | 31          | 18          | 37          | 24          | 47              | 41              | q                 | 20     | 20     | 20     | 20     | 20     | 20     | 20     | 20     | 20     |
| Legenda |                  |             |             |             |             |                 |                 |                   |        |        |        |        |        |        |        |        |        |
| 1 2 3 4-10 11-30 poniżej 30 dq – dyskwalifikacja q – dyskwalifikacja w kwalifikacjach q – zawodnik nie zakwalifikował się - – zawodnik nie wystartował |                  |             |             |             |             |                 |                 |                   |        |        |        |        |        |        |        |        |        |

## Puchar Kontynentalny

### Miejsca w klasyfikacji generalnej
| Sezon     | Miejsce |
| --------- | ------- |
| 2023/2024 | 58.     |
| 2024/2025 | 93.     |

### Miejsca w poszczególnych konkursachPucharu Kontynentalnego
stan po zakończeniu sezonu 2024/2025
| Sezon 2023/2024                                                               |                   |            |            |                 |                 |                              |                              |                 |                 |               |                   |                   |                 |                 |                     |                     |                     |                     |                     |                     |                |                |             |             |                |                |        |        |        |        |        |        |        |        |        |        |        |        |        |        |        |        |        |        |        |        |        |        |        |        |        |        |        |        |        |        |        |        |        |        |        |        |
| Lillehammer HS140                                                             | Lillehammer HS140 | Ruka HS142 | Ruka HS142 | Engelberg HS140 | Engelberg HS140 | Garmisch-Partenkirchen HS142 | Garmisch-Partenkirchen HS142 | Innsbruck HS128 | Innsbruck HS128 | Sapporo HS137 | Sapporo HS137     | Sapporo HS137     | Willingen HS147 | Willingen HS147 | Lillehammer HS140   | Lillehammer HS140   | Brotterode HS117    | Brotterode HS117    | Iron Mountain HS133 | Iron Mountain HS133 | Planica HS138  | Planica HS138  | Lahti HS130 | Lahti HS130 | Zakopane HS140 | Zakopane HS140 | punkty |        |        |        |        |        |        |        |        |        |        |        |        |        |        |        |        |        |        |        |        |        |        |        |        |        |        |        |        |        |        |        |        |        |        |        |
| -                                                                             | -                 | -          | -          | -               | -               | -                            | -                            | -               | -               | -             | -                 | -                 | -               | -               | -                   | -                   | -                   | -                   | 10                  | 24                  | -              | -              | 25          | 28          | 34             | 22             | 51     |        |        |        |        |        |        |        |        |        |        |        |        |        |        |        |        |        |        |        |        |        |        |        |        |        |        |        |        |        |        |        |        |        |        |        |
| Sezon 2024/2025                                                               |                   |            |            |                 |                 |                              |                              |                 |                 |               |                   |                   |                 |                 |                     |                     |                     |                     |                     |                     |                |                |             |             |                |                |        |        |        |        |        |        |        |        |        |        |        |        |        |        |        |        |        |        |        |        |        |        |        |        |        |        |        |        |        |        |        |        |        |        |        |        |
| Zhangjiakou HS106                                                             | Zhangjiakou HS106 | Ruka HS142 | Ruka HS142 | Engelberg HS140 | Engelberg HS140 | Bischofshofen HS142          | Bischofshofen HS142          | Sapporo HS137   | Sapporo HS137   | Sapporo HS137 | Lillehammer HS140 | Lillehammer HS140 | Kranj HS109     | Kranj HS109     | Iron Mountain HS133 | Iron Mountain HS133 | Iron Mountain HS133 | Iron Mountain HS133 | Lahti HS130         | Lahti HS130         | Zakopane HS140 | Zakopane HS140 | punkty      | punkty      | punkty         | punkty         | punkty | punkty | punkty | punkty | punkty | punkty | punkty | punkty | punkty | punkty | punkty | punkty | punkty | punkty | punkty | punkty | punkty | punkty | punkty | punkty | punkty | punkty | punkty | punkty | punkty | punkty | punkty | punkty | punkty | punkty | punkty | punkty | punkty | punkty | punkty | punkty |
| -                                                                             | -                 | -          | -          | -               | -               | -                            | -                            | -               | -               | -             | -                 | -                 | -               | -               | 37                  | 26                  | 31                  | 36                  | -                   | -                   | -              | -              | 5           | 5           | 5              | 5              | 5      | 5      | 5      | 5      | 5      | 5      | 5      | 5      | 5      | 5      | 5      | 5      | 5      | 5      | 5      | 5      | 5      | 5      | 5      | 5      | 5      | 5      | 5      | 5      | 5      | 5      | 5      | 5      | 5      | 5      | 5      | 5      | 5      | 5      | 5      | 5      |
| Legenda                                                                       |                   |            |            |                 |                 |                              |                              |                 |                 |               |                   |                   |                 |                 |                     |                     |                     |                     |                     |                     |                |                |             |             |                |                |        |        |        |        |        |        |        |        |        |        |        |        |        |        |        |        |        |        |        |        |        |        |        |        |        |        |        |        |        |        |        |        |        |        |        |        |
| 1 2 3 4-10 11-30 poniżej 30 dq – dyskwalifikacja - – zawodnik nie wystartował |                   |            |            |                 |                 |                              |                              |                 |                 |               |                   |                   |                 |                 |                     |                     |                     |                     |                     |                     |                |                |             |             |                |                |        |        |        |        |        |        |        |        |        |        |        |        |        |        |        |        |        |        |        |        |        |        |        |        |        |        |        |        |        |        |        |        |        |        |        |        |

## Letni Puchar Kontynentalny

### Miejsca w klasyfikacji generalnej
| Sezon | Miejsce |
| ----- | ------- |
| 2023  | 61.     |
| 2024  | 67.     |

### Miejsca w poszczególnych konkursachLetniego Pucharu Kontynentalnego
stan po zakończeniu LPK 2024
| 2023                                                                          |                    |                 |                 |                   |                   |                   |                   |                   |        |        |        |        |        |        |        |        |
| Oslo HS106                                                                    | Oslo HS106         | Stams HS115     | Stams HS115     | Klingenthal HS140 | Klingenthal HS140 | Lake Placid HS128 | Lake Placid HS128 | Lake Placid HS128 | punkty |        |        |        |        |        |        |        |
| -                                                                             | -                  | 51              | 52              | 49                | 51                | 31                | 28                | 28                | 6      |        |        |        |        |        |        |        |
| 2024                                                                          |                    |                 |                 |                   |                   |                   |                   |                   |        |        |        |        |        |        |        |        |
| Hinterzarten HS109                                                            | Hinterzarten HS109 | Trondheim HS138 | Trondheim HS138 | Stams HS115       | Stams HS115       | Klingenthal HS140 | Klingenthal HS140 | punkty            | punkty | punkty | punkty | punkty | punkty | punkty | punkty | punkty |
| 29                                                                            | 38                 | -               | -               | -                 | -                 | -                 | -                 | 2                 | 2      | 2      | 2      | 2      | 2      | 2      | 2      | 2      |
| Legenda                                                                       |                    |                 |                 |                   |                   |                   |                   |                   |        |        |        |        |        |        |        |        |
| 1 2 3 4-10 11-30 poniżej 30 dq – dyskwalifikacja - − zawodnik nie wystartował |                    |                 |                 |                   |                   |                   |                   |                   |        |        |        |        |        |        |        |        |

## FIS Cup

### Miejsca w klasyfikacji generalnej
| Sezon     | Miejsce |
| --------- | ------- |
| 2022/2023 | 140.    |
| 2023/2024 | 68.     |
| 2024/2025 | 76.     |

### Miejsca w poszczególnych konkursachFIS Cupu
stan po zakończeniu sezonu 2024/2025
| Źródło                                                                        | Źródło             | Źródło           | Źródło           | Źródło           | Źródło           | Źródło      | Źródło      | Źródło           | Źródło           | Źródło           | Źródło           | Źródło        | Źródło        | Źródło        | Źródło           | Źródło        | Źródło        | Źródło         | Źródło         | Źródło        | Źródło        | Źródło         | Źródło         | Źródło        | Źródło        | Źródło         | Źródło         | Źródło | Źródło | Źródło | Źródło | Źródło | Źródło | Źródło | Źródło | Źródło | Źródło | Źródło | Źródło |
| ----------------------------------------------------------------------------- | ------------------ | ---------------- | ---------------- | ---------------- | ---------------- | ----------- | ----------- | ---------------- | ---------------- | ---------------- | ---------------- | ------------- | ------------- | ------------- | ---------------- | ------------- | ------------- | -------------- | -------------- | ------------- | ------------- | -------------- | -------------- | ------------- | ------------- | -------------- | -------------- | ------ | ------ | ------ | ------ | ------ | ------ | ------ | ------ | ------ | ------ | ------ | ------ |
| Sezon 2022/2023                                                               |                    |                  |                  |                  |                  |             |             |                  |                  |                  |                  |               |               |               |                  |               |               |                |                |               |               |                |                |               |               |                |                |        |        |        |        |        |        |        |        |        |        |        |        |
| Frenštát HS106                                                                | Frenštát HS106     | Szczyrk HS104    | Szczyrk HS104    | Einsiedeln HS117 | Einsiedeln HS117 | Kranj HS109 | Kranj HS109 | Villach HS98     | Villach HS98     | Notodden HS98    | Notodden HS98    | Szczyrk HS104 | Szczyrk HS104 | Villach HS98  | Villach HS98     | Oberhof HS100 | Oberhof HS100 | Zakopane HS140 | Zakopane HS140 | punkty        | punkty        | punkty         | punkty         | punkty        | punkty        | punkty         | punkty         | punkty | punkty | punkty | punkty | punkty | punkty | punkty | punkty | punkty | punkty | punkty |        |
| -                                                                             | -                  | 70               | 81               | -                | -                | 71          | 71          | -                | -                | 39               | 44               | 41            | 30            | 53            | 39               | -             | -             | -              | -              | 1             | 1             | 1              | 1              | 1             | 1             | 1              | 1              | 1      | 1      | 1      | 1      | 1      | 1      | 1      | 1      | 1      | 1      | 1      |        |
| Sezon 2023/2024                                                               |                    |                  |                  |                  |                  |             |             |                  |                  |                  |                  |               |               |               |                  |               |               |                |                |               |               |                |                |               |               |                |                |        |        |        |        |        |        |        |        |        |        |        |        |
| Szczyrk HS104                                                                 | Szczyrk HS104      | Einsiedeln HS117 | Einsiedeln HS117 | Villach HS98     | Villach HS98     | Râșnov HS97 | Râșnov HS97 | Kandersteg HS106 | Kandersteg HS106 | Notodden HS98    | Notodden HS98    | Falun HS100   | Falun HS100   | Szczyrk HS104 | Szczyrk HS104    | Oberhof HS100 | Oberhof HS100 | Zakopane HS140 | Zakopane HS140 | punkty        | punkty        | punkty         | punkty         | punkty        | punkty        | punkty         | punkty         | punkty | punkty | punkty | punkty | punkty | punkty | punkty | punkty | punkty | punkty | punkty |        |
| 42                                                                            | 34                 | -                | -                | -                | -                | -           | -           | -                | -                | -                | -                | -             | -             | -             | -                | -             | -             | 15             | 11             | 40            | 40            | 40             | 40             | 40            | 40            | 40             | 40             | 40     | 40     | 40     | 40     | 40     | 40     | 40     | 40     | 40     | 40     | 40     |        |
| Sezon 2024/2025                                                               |                    |                  |                  |                  |                  |             |             |                  |                  |                  |                  |               |               |               |                  |               |               |                |                |               |               |                |                |               |               |                |                |        |        |        |        |        |        |        |        |        |        |        |        |
| Hinterzarten HS109                                                            | Hinterzarten HS109 | Frenštát HS106   | Frenštát HS106   | Szczyrk HS104    | Szczyrk HS104    | Kranj HS109 | Kranj HS109 | Villach HS98     | Villach HS98     | Einsiedeln HS117 | Einsiedeln HS117 | Otepää HS97   | Otepää HS97   | Otepää HS97   | Kandersteg HS106 | Notodden HS98 | Notodden HS98 | Falun HS100    | Falun HS100    | Szczyrk HS104 | Szczyrk HS104 | Eisenerz HS109 | Eisenerz HS109 | Oberhof HS100 | Oberhof HS100 | Zakopane HS140 | Zakopane HS140 | punkty |        |        |        |        |        |        |        |        |        |        |        |
| 10                                                                            | 8                  | -                | -                | -                | -                | -           | -           | -                | -                | -                | -                | -             | -             | -             | -                | -             | -             | -              | -              | -             | -             | -              | -              | -             | -             | -              | -              | 58     |        |        |        |        |        |        |        |        |        |        |        |
| Legenda                                                                       |                    |                  |                  |                  |                  |             |             |                  |                  |                  |                  |               |               |               |                  |               |               |                |                |               |               |                |                |               |               |                |                |        |        |        |        |        |        |        |        |        |        |        |        |
| 1 2 3 4-10 11-30 poniżej 30 dq – dyskwalifikacja - − zawodnik nie wystartował |                    |                  |                  |                  |                  |             |             |                  |                  |                  |                  |               |               |               |                  |               |               |                |                |               |               |                |                |               |               |                |                |        |        |        |        |        |        |        |        |        |        |        |        |